# 辜仲瑩
辜仲瑩（1965年12月2日—），是台灣企業家，為鹿港辜家成員。

## 生平
為辜濂松次子，其兄為辜仲諒，弟為辜仲立。在日本完成中學學業，赴美國西北大學就讀，後獲賓州大學華頓商學院企業管理碩士。妻子李婷蘭，育有三子。
曾任職于：美林證券、日本長期信用銀行、中國信託（董事長特別助理）、凱基證券（總經理）和中華開發金融控股總經理。現為中華開發資本董事長。

## 註解
1. ↑  正確寫法為，即「瑩」字上面兩個「火」以「王」代替。Unicode 5.0版中尚未收錄此字。
2. ↑  中信證券是指台灣的中信證券，後來更名為凱基證券，並且與中國信託證券為不同公司。